# Gul hårgräsmossa
Gul hårgräsmossa (Cirriphyllum crassinervium) är en bladmossart som först beskrevs av William M. Wilson, och fick sitt nu gällande namn av Leopold Loeske och M.Fleisch.. Gul hårgräsmossa ingår i släktet hårgräsmossor, och familjen Brachytheciaceae. Arten är reproducerande i Sverige.